# سفارة إسرائيل في ألمانيا
سفارة إسرائيل في ألمانيا هي أرفع تمثيل دبلوماسي لدولة إسرائيل لدى ألمانيا. تقع السفارة في برلين وهي تهدف لتعزيز المصالح الإسرائيلية في ألمانيا.

## وصلات خارجية
- الموقع الرسمي
- قائمة سفارات إسرائيل
- قائمة السفارات في ألمانيا